# Српско војничко гробље у Паризу
Српско војничко гробље у Паризу налази се на гробљу у комуни Тје, у јужном предграђу Париза, које се налази 10,3 км (6,4 ми) од центра града.
На овој војној парцели налазе се гробови 743 српска војника, учесника пробоја Солунског фронта, погинула током Првог светског рата.

## Историјат
Гробље је освештано 1931. године.
Велики број српских војника који су погинули и умрли у Француској били су сахрањени пуних двадесет година на гробљу острва Фријул, недалеко од Марсеља. Тела погинулих војника пренесена су 1937. године у Париз и сахрањена на овом гробљу.

## Сахрањени на гробљу
- Михаило Петровић Његош
- Есад-паша Топтани